# Ридли-роуд (сериал)
«Ридли-роуд» (англ. Ridley Road) — британская четырехсерийная телевизионная драма. Премьера состоялась на канале BBC One 3 октября 2021 года. Рассказывает о еврейском сопротивлении британскому неонацизму в 1960-х годах. Адаптация Сары Солемани одноименного романа Джо Блум 2014 года. Режиссер сериала — Лиза Малкахи, исполнительный продюсер — Никола Шиндлер.

## Производство
Сериал был снят в Эштон-андер-Лайн (Болтон, Манчестер) и Ливерпуле, а также в Бротон-холле (Норт-Йоркшир).

## Сюжет
Главная героиня — Вивьен Эпштейн, дочь из традиционной еврейской семьи из пригорода Манчестера. Вопреки желанию Вивьен её отец Дэвид и мать Лиза устраивают помолвку дочери с молодым человеком из другой еврейской семьи, глава которой является деловым партнёром Дэвида. У Вивьен уже есть кавалер Джек, который по неизвестной причине прекращает общение с ней. Вивьен узнаёт, что он уехал в Лондон. При помощи Розы, родственницы Эпштейнов, травмированной девушки, пережившей Холокост, Вивьен сбегает из дома и отправляется в столицу. Скрыв своё еврейство и представившись Вивьен Эванс, она снимает комнату у жительницы Ист-Энда и устраивается на работу парикмахершей в Сохо. Там её встречает родственник, Соли Малиновски, водитель такси, возглавляющий группу еврейского антифашистского сопротивления, куда входят также его жена Нэнси, сын Ронни и раввин Лерер. В этот период крайне правые находятся на подъёме. Вивьен случайно попадает на митинг неонацистов, возглавляемый их лидером Колином Джорданом. Она с удивлением видит на трибуне среди нацистов своего парня Джека. Соли Малиновски устраивает ей встречу с Джеком, объясняющим, что он является антифашистским агентом, внедрившимся к нацистам, чтобы собирать информацию, благодаря которой удалось предотвратить несколько нападений последних. Чуть позже Соли предлагает Вивьен помочь в его антифашистской деятельности («антифашисты действуют, а не только говорят») — узнать местоположение Джека, поскольку тот перестал выходить на связь.
Вивьен перекрашивается в блондинку и, представившись вымышленным именем, изображая убеждённую нацистку и поклонницу Джордана, попадает к нему на аудиенцию в городской офис его организации «Национал-социалистическое движение» (NSM). Она называет Джека своим пропавшим молодым человеком и просит сообщить, где он находится. Джордан, польщённый её нацистскими высказываниями и вниманием к себе молодой девушки, в конечном итоге соглашается ей помочь и отвозит её в загородный особняк крайне правого английского аристократа, предоставившего помещение под штаб-квартиру NSM. Джек находится в этом доме, он ранен в потасовке с антифашистами. В особняке Вивьен случайно слышит о готовящемся нападении.
Добытая информация позволяет еврейскому сопротивлению отразить нападение на иешиву, еврейское учебное заведение, однако нацистам всё же удаётся убить одного обучавшегося там ребёнка. Лондонская полиция, разделяющая расистские убеждения, бездействует. Вивьен предлагает группе Соли план, который позволит ей внедриться в NSM, используя симпатию к ней Джордана. Она снова попадает к нацистам, заводит дружбу с маленьким сыном Джордана. Джек устанавливает под рабочим столом Джордана принесённую Вивьен прослушку. Жена Джордана, Франсуаза Диор, понимает, что между девушкой и её мужем завязывается роман, но, тем не менее, общается с Вивьен позитивно. Отношения Вивьен и Джордана развиваются в течение некоторого времени, и в итоге она позволяет себя соблазнить. Вивьен узнаёт, что внутри NSM создана военизированная группа «Острие», тренировки которой проходят в той же загродной штаб-квартире. Вивьен периодически тайком обыскивает стол в штаб-квартире NSM и обнаруживает много компрометирующих его бумаг о закупке оружия и создании военизированной группы. Происходят визит к Джордану американского неонацистского лидера Джорджа Рокуэлла и попытка погрома группой «Острие» синагоги, которая была предотвращена антифашистами. Затем члены NSM поджигают свой городской офис и подбрасывают канистры из-под бензина в офис Соли, группа которого стала им известна. Полиция арестовывает Соли, но вскоре отпускает, когда он задействует свои связи.
Перед сожжением офиса Джордан перевозит компрометирующие документы в чемодане в загородную штаб-квартиру. Вивьен пытается найти чемодан, когда Джек обнаруживает в столе Джордана газету со статьёй о помолвке Вивьен и фотографией пары. Он сообщает Вивьен, что Джордан давно знает о её еврействе и работе под прикрытием. Джордан более не считает нужным играть с девушкой и нападает на Вивьен, но у неё получается вырваться. Сын Джордана помогает девушке найти чемодан, с которым ей удаётся покинуть особняк, выбравшись через крышу. В это время подручные Джордана хватают Джека и везут его в глушь, чтобы убить. Джек уговаривает помочь ему одного из них, и тот выбрасывает его на ходу из автомобиля. Вивьен едет на пригородном поезде в Лондон, когда к ней подсаживается настигший её Джордан. Он говорит, что никто ей не поможет, потому что «мы» (сторонники его взглядов) повсюду, среди обычных людей. И действительно, когда Вивьен встаёт и громко говорит, что она в опасности, никто из пассажиров не пытается ей помочь. В Лондоне Джордан ведёт Вивьен к своим людям, которые намерены убить её, но она вырывается и бежит. Снова никто из приличных лондонцев не пытается оказать ей помощь, но за неё вступаются чернорабочие. Нацисты успели серьёзно избить её, и она некоторое время поправляется. В это время в Лондон уже прибыли родители Вивьен, её мать в ярости, что родственники тайно втянули девушку в опасную деятельность. Вивьен и её мать идут в полицию, где передают чемодан Джордана детективу. Чтобы избежать мести нацистов, Вивьен по поддельным документам на имя своей родственницы Розы уезжает в Израиль. В самолёт к ней садится Джек, и счастливая пара летит в Тель-Авив.

## В ролях
- Агнес О’Кейси[англ.] — Вивьен Эпштейн[2][9][10]
- Том Вэри[англ.] — Джек Моррис, молодой человек Вивьен, агент, внедрившийся к неонацистам[10]
- Рори Киннер — Колин Джордан, лидер британских неонацистов[6][10]
- Роман Портай — Франсуаза Диор[англ.], жена Джордана, французская неонацистка
- Эдди Марсан — Соли Малиновски, дядя Вивьен[2][6][10], член сопротивления
- Трейси-Энн Оберман — Нэнси Малиновски, жена Эдди[2][6][10], член сопротивления
- Дэнни Сайкс — их сын Ронни Малиновски[4] , член сопротивления
- Аллан Кордюнер — раввин Лерер, член сопротивления
- Саманта Спиро — Лиза Эпштейн, мать Вивьен[10]
- Уилл Кин[англ.] — Дэвид Эпштейн, отец Вивьен[4]
- Юлия Крынке[англ.] — Роза, родственница Эпштейнов[10], пережившая Холокост
- Тэмзин Аутуэйт — Барбара, управляющая парикмахерской в Сохо, в которой работала Вивьен[4]
- Габриэль Акувудике — Стиви, сын Барбары[10], активный антифашист
- Рита Ташингем — Нетти Джонс, пожилая хозяйка квартиры Вивьен[10], вначале посещает антисемитский клуб, затем переходит на сторону антифашистов
- Найджел Беттс[англ.] — мистер Гэри Бернс[10], член антисемитского клуба
- Ханна Трейлен[англ.] — Крисси[4]
- Дэнни Хэтчард[англ.] — Ли[4], член неонацистской группы
- Ханна Онслоу — Элиза[4]
- Стивен Хоган[англ.] — американский неонацистский лидер Джордж Рокуэлл

## Восприятие
Гиллеан Крейг из Church Times писала: «Сюжет тонкий, как бумага, и нагромождение неправдоподобности слишком велико. Это упущенная возможность: тема заслуживает гораздо более строгого ума и сердца».
Люси Мэнган в трехзвёздочном обзоре The Guardian отметила: «Режиссура кажется странно высокопарной, диалоги неубедительными, сценарий на всём протяжении не является первоклассным… Тем не менее, даже если вам хотелось бы, чтобы в ней было немного больше сложности и художественной изысканности, это драма с резонансом».
Кэрол Мидгли из The Times дала сериалу четыре звезды, заявив: «Смотреть Ридли Роуд с удовольствием позволяет не только звёздный актерский состав, но и повествование… Он прекрасно снят, соединён с архивными кадрами, создавая впечатление, будто Вивьен на самом деле находится в Лондоне шестидесятых».
В обзоре «Ридли-роуд» для The Independent Эд Камминг отметил: «Помещая вымышленную историю в точный исторический контекст, Солемани даёт себе большую свободу и пользуется этой лицензией. „Ридли-роуд“ — одновременно и боевик, и историческая пьеса, здесь есть погони, драки и романтика, идущие вместе с политическим контекстом… Современные параллели настолько лежат на поверхности, что нет необходимости отмечать их. Вместо этого Ридли Роуд показывает, что экстремизм не обязательно возникает в чрезвычайных ситуациях. Оно проистекает из повседневной жизни».